# Firebag River
Der Firebag River ist ein etwa 270 km langer rechter Nebenfluss des Athabasca River in den kanadischen Provinzen Saskatchewan und Alberta. Der Flussname geht auf die traditionellen Taschen zurück, die die Indianer einst zum Tragen von Feuersteinen zum Anzünden von Feuern verwendeten.

## Flusslauf
Der Firebag River hat seinen Ursprung im etwa 520 m hoch gelegenen See Wales Lake im Nordwesten von Saskatchewan unweit der westlichen Provinzgrenze. Im Oberlauf durchquert der Fluss den Firebag Lake. Er fließt in überwiegend westlicher Richtung nach Alberta. Er wendet sich später nach Nordwesten und nimmt bei Flusskilometer 47 den Marguerite River rechtsseitig auf. Der Firebag River mündet schließlich 65 km nördlich von Fort MacKay in den Athabasca River. Der Firebag River entwässert ein Areal von ungefähr 6470 km². Das Gebiet liegt im Bereich des Kanadischen Schildes und ist mit borealem Nadelwald bedeckt.

## Hydrometrie
Am Firebag River gibt es zwei Abflusspegel. Pegel 07DC003 befindet sich bei Flusskilometer 150. Dort beträgt der mittlere Abfluss (MQ) für die Jahre 2017–2022 11,4 m³/s. Am Abflusspegel 07DC001 30 km oberhalb der Mündung beträgt der mittlere Abfluss 27 m³/s. Die höchsten mittleren monatlichen Abflüsse treten an diesem Pegel im Mai mit 60,7 m³/s auf, die niedrigsten in den Monaten Januar bis März mit etwa 10 m³/s.

## Naturschutz
Im Norden des Einzugsgebietes erstreckt sich der 1963 km² große Marguerite River Wildland Provincial Park.

## Wirtschaft
Das kanadische Unternehmen Suncor Energy betreibt eine Ölförderanlage (⊙ Firebag in-situ operation) im Südwesten des Einzugsgebietes. Ferner wird südlich vom Unterlauf des Firebag River im Rahmen des Kearl Oil Sands Project (⊙) im Tagebau Ölsand abgebaut.